# Stazione di Aversa (ferrovia Alifana)
La stazione di Aversa era una stazione ferroviaria posta sulla linea Alifana bassa. Serviva il centro abitato di Aversa.

## Storia
La stazione venne attivata il 30 marzo 1913 insieme alla tratta ferroviaria da Napoli a Capua (Alifana bassa). Era una delle stazioni più importanti della linea, essendo anche più vicina al centro storico rispetto alla stazione della Rete Ferroviaria Italiana. Nel 1956 vi venne spostata la sede della dirigenza unica della ferrovia Alifana, precedentemente situata a Santa Maria Capua Vetere.
Il centro abitato di Aversa, a partire dal dopoguerra, fu servito anche da una casa cantoniera preesistente che fungeva da fermata facoltativa di Aversa Ippodromo, situata a circa 500 metri a sinistra dell'odierna stazione di Aversa Ippodromo della linea Napoli-Giugliano-Aversa.
Nel secondo dopoguerra, a causa della crescente urbanizzazione dell’hinterland napoletano il servizio ferroviario non risultava più adeguato alle esigenze; pertanto il 20 febbraio 1976 l’esercizio venne sospeso, in previsione della costruzione di una nuova linea metropolitana corrente più ad est.

## Strutture e impianti
La stazione era dotata di fabbricato viaggiatori a 2 piani, tuttora visibile e, dopo decenni di abbandono, ristrutturato nel corso degli anni 2010, e un piccolo edificio per lo scalo merci, mentre l'ampio piazzale dei binari è stato sostituito da un parcheggio.